# 釋放 (刑事)
在刑事法律程序中，釋放（英語：discharge）指法庭不對作出刑事作為的被告人判處刑罰，與裁定無罪並非同一概念。
無條件釋放（absolute discharge）即法庭裁斷被告人曾犯罪，但不判刑，就此結案。在部分司法管轄區，不論被告人是否認罪，一經無條件釋放，不留定罪紀錄。
有條件釋放（conditional discharge）即法庭下令，除非被告人在規定期限內再次犯下罪行，其不會被判刑。只要規定期限屆滿時被告人沒有再犯下任何罪行，不會留下定罪紀錄。

## 澳洲
在澳洲，有時被告人可在不被定罪的情況下獲釋，不論是否自簽擔保守行為（或其他條件）。